# ميك لولور
ميك لولور (بالإنجليزية: Mick Lawlor)‏ (1950 بدبلن في جمهورية أيرلندا - ) هو لاعب كرة قدم أيرلندي في مركز الهجوم. شارك مع منتخب جمهورية أيرلندا تحت 23 سنة لكرة القدم ‏ ومنتخب جمهورية أيرلندا لكرة القدم. أما مع النوادي، فقد لعب مع نادي بوهيميان ونادي دوندالك ونادي شامروك روفرز ونادي شيلبورن ونادي يميريك وهوم فارم ‏ ودوري أيرلندا الحادي عشر ‏.

## وصلات خارجية
- ميك لولور على موقع قاعدة بيانات كرة القدم.إي يو (الإنجليزية)